# الدستور التركي لعام 1921
دستور 1921 (بالتركية العثمانية: تشكيلات اساسيه قانونى؛ (بالتركية: 1921 Türk Anayasası)‏) كان قانون أساسي لتركيا لفترة وجيزة من 1921 حتى 1924. فكان أول دستور للدولة التركية الحديثة، وقد صادق عليه البرلمان التركي في يناير 1921. وكان وثيقة بسيطة تتكون من فقط 23 مادة قصيرة. في أكتوبر 1923 عـُدِّل الدستور ليعلن تركيا جمهورية. وفي أبريل من العام التالي استُبدِل الدستور بوثيقة جديدة تماماً، هي الدستور التركي لعام 1924

## خلفية
الدستور أعده المجلس الوطني الأكبر الذي كان قد انتُخِب كمؤتمر دستوري وكبرلمان مؤقت في 23 أبريل 1920، إثر انهيار الأمر الواقع للدولة العثمانية في أعقاب الحرب العالمية الأولى. مصطفى كمال أتاتورك، الذي سيصبح لاحقاً أول رئيس لـجمهورية تركيا في 1923، كان القوة الدافعة الرئيسية وراء اعداد دستور مبني على أساس السيادة من الشعب وليس من السلطان، العاهل المطلق للدولة العثمانية. انعقد المجلس الوطني بغرض كتابة ما سوف يمهد الطريق لإعلان الجمهورية ويؤسس مبدأ السيادة الوطنية. كما سيعمل هذا الدستور كأساس قانوني لـحرب الاستقلال التركية أثناء 1919-1923، إذ سيدحض مبادئ معاهدة سيڤر لسنة 1918 التي وقـَّعت عليها الدولة العثمانية، والتي بمقتضاها تم التنازل عن الغالبية العظمى من أراضي الامبراطورية لصالح قوات الحلفاء (الحرب العالمية الأولى) التي انتصرت في الحرب العالمية الأولى.